# Ptericoptus fuscus
Ptericoptus fuscus là một loài bọ cánh cứng trong họ Cerambycidae.